# Crantzia cristata
Crantzia cristata là một loài thực vật có hoa trong họ Tai voi. Loài này được (L.) Scop. mô tả khoa học đầu tiên năm 1777.

## Hình ảnh

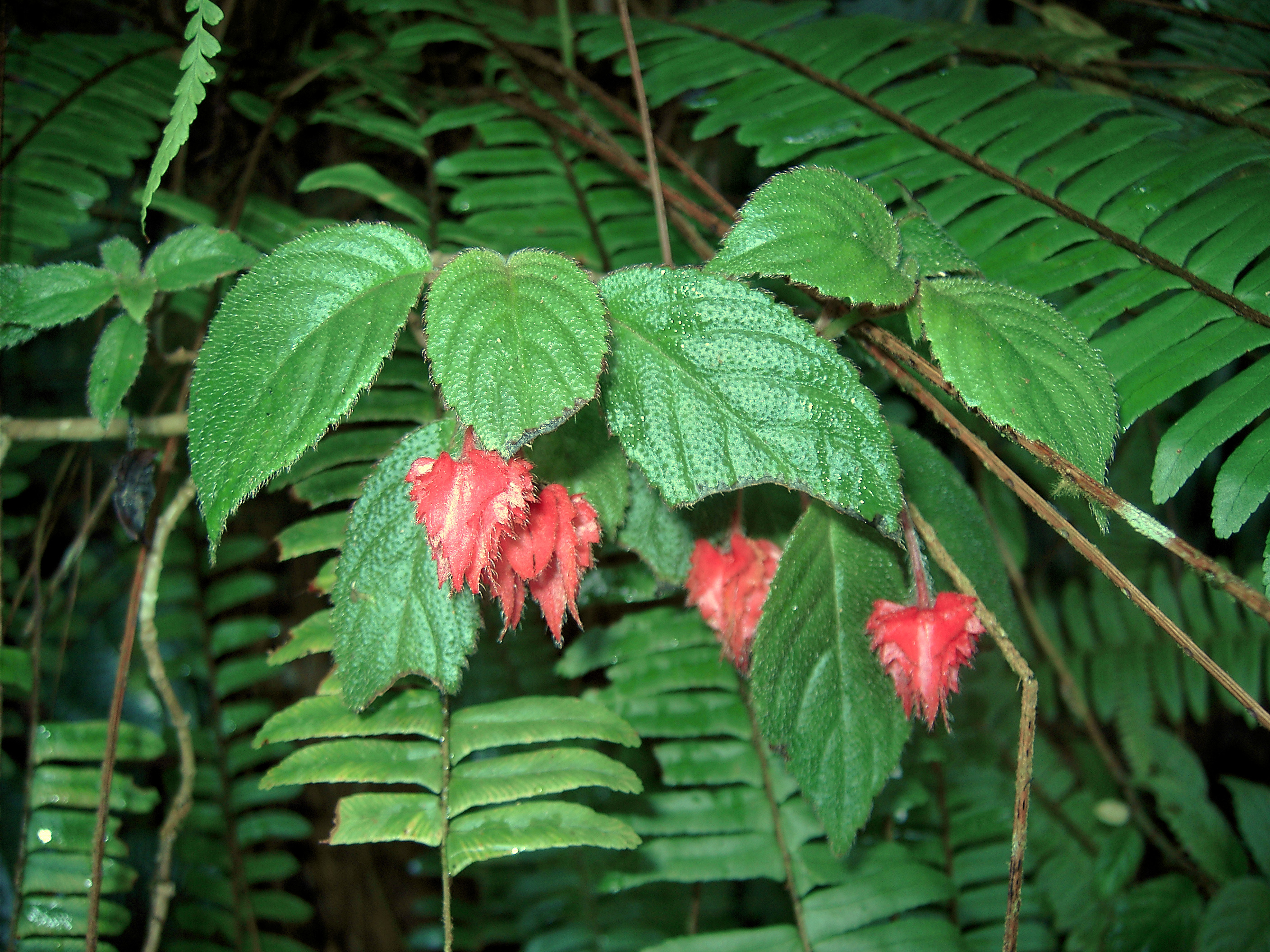